# Falseunidia albosignata
Falseunidia albosignata là một loài bọ cánh cứng trong họ Cerambycidae.